# Governatorato di Baalbek-Hermel
Il governatorato di Baalbek-Hermel (in arabo بعلبك - الهرمل ‎?) è un governatorato del Libano ubicato nell'estremo nord del paese, lungo le coste del Mediterraneo. Ha una superficie di 3009 km² e una popolazione di  416.427 abitanti (censimento 2015). Il capoluogo è la città di Baalbek.
Il governatorato è suddiviso nei distretti di Baalbek e Hermel.